# Kengo: Master of Bushido
Kengo: Master of Bushido (appelé Kengo au Japon) est un jeu vidéo de combats de sabre sorti en 2000 sur PlayStation 2.
La série des Kengo est considérée comme la suite spirituelle de la série des Bushido Blade.

## Accueil
- Jeuxvideo.com : 15/20[1]